# Austroplebeia
Genre
Austroplebeia est un genre d'abeilles sans dard (tribu des Meliponini) de la famille des Apidae.

## Répartition
Les espèces du genre Austroplebeia sont originaires d'Australie et de Nouvelle-Guinée. Elles sont plus proches des abeilles africaines sans dard que le reste des espèces trouvées en Asie et en Australie.

## Description
Ces espèces sont difficiles à identifier de manière fiable par leur taille ou leur morphologie à l'exception d’Austroplebeia cincta qui se distingue facilement par sa coloration et sa pilosité. Il y a aussi peu de différences dans la structure de leurs nids. Cela a entravé les études taxonomiques et, à ce jour, il n'y a pas de clé de détermination pour le genre Austroplebeia.
Toutefois les espèces du genre Austroplebeia sont petites, noires et robustes (longueur 3,0 à 4,9 mm) et diffèrent des autres espèces d'abeilles sans dard qui coexistent dans la même région (par exemple celles des genres Tetragonula, Platytrigona et Papuatrigona) par la présence de taches crème ou jaunes sur la tête et le thorax. La plupart des espèces construisent leurs nids en grande partie à partir de cire, contrairement à la plupart des abeilles sans dard, et utilisent la propolis avec parcimonie. Elles construisent à la tombée de la nuit un fin rideau de dentelle constitué de gouttelettes de résine au-dessus de l'entrée de leur nid afin de le protéger des fourmis et autres prédateurs.
En Australie, des personnes gardent ces abeilles dans des bûches ou des ruches faites avec des caisses en bois. Elles ont un potentiel en tant que pollinisatrices des cultures de plein champ et de serre,,.

## Liste d'espèces
Selon GBIF (25 juillet 2023) :
- Austroplebeia australis (Friese, 1898)
- Austroplebeia cassiae (Cockerell, 1910)
- Austroplebeia cincta (Mocsáry, 1898)
- Austroplebeia essingtoni (Cockerell, 1905)
- Austroplebeia fujianica Engel, 2021
- Austroplebeia magna A.E.Dollin, L.J.Dollin & Rasmussen, 2015

## Systématique
Le nom valide complet (avec auteur) de ce taxon est Austroplebeia Moure, 1961,.

## Publication originale
Jesus Santiago Moure, « A Preliminary Supra-specific Classification of the Old World Meliponine Bees (Hymenoptera, Apoidea) », Studia Entomologica, Editora Vozes, vol. 4, nos 1–4,‎ 1961, p. 181–242 (ISSN 0585-5098, OCLC 430338837)